# Coupe d'Union soviétique de football 1984
Navigation
Édition 1983 Édition 1984-1985
La Coupe d'Union soviétique 1984 est la 43e édition de la Coupe d'Union soviétique de football. Elle se déroule entre le 18 février et le 24 juin 1984.
La finale se joue le 24 juin 1984 au stade Lénine de Moscou et voit la victoire du Dinamo Moscou, qui remporte sa sixième coupe nationale aux dépens du Zénith Léningrad. Ce succès lui permet de se qualifier pour la Coupe des coupes 1984-1985.

## Format
Quarante-huit équipes prennent part à cette édition. Cela inclut les 18 participants à la première division 1984 ainsi que les 22 clubs du deuxième échelon, à qui s'ajoutent les six finalistes malheureux des phases finales de la troisième division 1983.
Le tournoi se divise en six tours, à l'issue desquels le vainqueur de la compétition est désigné. Chaque confrontation prend la forme d'une rencontre unique jouée sur la pelouse d'une des deux équipes. En cas d'égalité à l'issue du temps réglementaire d'un match, une prolongation est jouée. Si celle-ci ne suffit pas à départager les deux équipes, le vainqueur est désigné à l'issue d'une séance de tirs au but.

## Résultats

### Premier tour
Les rencontres de ce tour sont jouées le 18 février 1984.
| Date            | Domicile                  | Score                | Extérieur                           |
| --------------- | ------------------------- | -------------------- | ----------------------------------- |
| 18 février 1984 | Fakel Voronej (D2)        | 2 - 1                | (D2) Tekstilchtchik Ivanovo         |
| 18 février 1984 | Tavria Simferopol (D2)    | 3 - 1                | (D3) Metallourg Lipetsk             |
| 18 février 1984 | Tavria Simferopol (D2)    | 3 - 1                | (D2) Dinamo Batoumi                 |
| 18 février 1984 | SKA Rostov (D1)           | 1 - 0                | (D3) Chakhtior Karaganda            |
| 18 février 1984 | Rotor Volgograd (D2)      | 1 - 2                | (D2) Dniepr Moguilev                |
| 18 février 1984 | Pamir Douchanbé (D2)      | 1 - 1 ap (4 - 2 tab) | (D2) Dinamo Kirov                   |
| 18 février 1984 | Nistru Kichinev (D2)      | 2 - 0                | (D3) Neftianik Fergana              |
| 18 février 1984 | Metallourg Zaporojié (D2) | 2 - 0                | (D3) Krylia Sovetov Kouïbychev      |
| 18 février 1984 | Lokomotiv Moscou (D2)     | 0 - 2                | (D2) Iskra Smolensk                 |
| 18 février 1984 | Kouzbass Kemerovo (D2)    | 3 - 1                | (D2) Zvezda Djizak                  |
| 18 février 1984 | Kouban Krasnodar (D2)     | 1 - 0 ap             | (D2) Irtych Omsk                    |
| 18 février 1984 | Kaïrat Alma-Ata (D1)      | 1 - 1 ap (4 - 5 tab) | (D3) SKA Kiev                       |
| 18 février 1984 | Guria Lantchkhouti (D2)   | 1 - 2                | (D2) Daugava Riga                   |
| 18 février 1984 | SKA Karpaty Lvov (D2)     | 1 - 0                | (D2) Spartak Ordjonikidzé           |
| 18 février 1984 | Kolos Nikopol (uk) (D2)   | 0 - 1                | (D3) Znamia Trouda Orekhovo-Zouïevo |
| 18 février 1984 | SKA-Khabarovsk (D2)       | 2 - 1 ap             | (D2) Zaria Vorochilovgrad           |

### Seizièmes de finale
Les rencontres de ce tour sont jouées les 21 et 22 février 1984.
| Date            | Domicile                            | Score    | Extérieur                 |
| --------------- | ----------------------------------- | -------- | ------------------------- |
| 21 février 1984 | Dinamo Moscou (D1)                  | 1 - 0    | (D2) Nistru Kichinev      |
| 22 février 1984 | Chakhtior Donetsk (D1)              | 2 - 0    | (D2) Torpedo Koutaïssi    |
| 22 février 1984 | Tchernomorets Odessa (D1)           | 3 - 0    | (D2) Kouban Krasnodar     |
| 22 février 1984 | Torpedo Moscou (D1)                 | 3 - 0    | (D2) Tavria Simferopol    |
| 22 février 1984 | SKA Kiev (D3)                       | 0 - 2    | (D1) Dinamo Tbilissi      |
| 22 février 1984 | Pakhtakor Tachkent (D1)             | 0 - 1    | (D2) Fakel Voronej        |
| 22 février 1984 | Neftchi Bakou (D1)                  | 2 - 4    | (D1) SKA Rostov           |
| 22 février 1984 | Metallist Kharkov (D1)              | 2 - 0    | (D2) Metallourg Zaporojié |
| 22 février 1984 | Iskra Smolensk (D2)                 | 0 - 1    | (D1) Spartak Moscou       |
| 22 février 1984 | Znamia Trouda Orekhovo-Zouïevo (D3) | 0 - 1    | (D1) Ararat Erevan        |
| 22 février 1984 | Žalgiris Vilnius (D1)               | 2 - 0 ap | (D2) Pamir Douchanbé      |
| 22 février 1984 | Dniepr Moguilev (D2)                | 0 - 1    | (D1) CSKA Moscou          |
| 22 février 1984 | Dinamo Minsk (D1)                   | 2 - 1    | (D2) SKA-Khabarovsk       |
| 22 février 1984 | Daugava Riga (D1)                   | 0 - 3    | (D1) Zénith Léningrad     |
| 22 février 1984 | Dinamo Kiev (D1)                    | 3 - 1 ap | (D2) SKA Karpaty Lvov     |
| 22 février 1984 | Dniepr Dniepropetrovsk (D1)         | 3 - 2    | (D2) Kouzbass Kemerovo    |

### Huitièmes de finale
Les rencontres de ce tour sont jouées les 26 et 27 février 1984.
| Date            | Domicile                    | Score                | Extérieur              |
| --------------- | --------------------------- | -------------------- | ---------------------- |
| 26 février 1984 | Tchernomorets Odessa (D1)   | 1 - 0                | (D1) Chakhtior Donetsk |
| 26 février 1984 | CSKA Moscou (D1)            | 4 - 2 ap             | (D1) Dinamo Kiev       |
| 26 février 1984 | Spartak Moscou (D1)         | 1 - 0                | (D1) SKA Rostov        |
| 26 février 1984 | Metallist Kharkov (D1)      | 1 - 2                | (D1) Torpedo Moscou    |
| 26 février 1984 | Žalgiris Vilnius (D1)       | 0 - 1                | (D2) Fakel Voronej     |
| 26 février 1984 | Dinamo Tbilissi (D1)        | 0 - 1                | (D1) Dinamo Minsk      |
| 26 février 1984 | Dniepr Dniepropetrovsk (D1) | 1 - 2                | (D1) Dinamo Moscou     |
| 27 février 1984 | Zénith Léningrad (D1)       | 3 - 3 ap (4 - 3 tab) | (D1) Ararat Erevan     |

### Quarts de finale
Les rencontres de ce tour sont jouées entre le 2 mars et le 28 avril 1984.
| Date          | Domicile            | Score                | Extérieur                 |
| ------------- | ------------------- | -------------------- | ------------------------- |
| 2 mars 1984   | Dinamo Moscou (D1)  | 3 - 1 ap             | (D1) Tchernomorets Odessa |
| 2 mars 1984   | Dinamo Minsk (D1)   | 1 - 0                | (D1) CSKA Moscou          |
| 3 mars 1984   | Torpedo Moscou (D1) | 0 - 0 ap (6 - 7 tab) | (D1) Zénith Léningrad     |
| 28 avril 1984 | Fakel Voronej (D2)  | 2 - 0                | (D1) Spartak Moscou       |

### Demi-finales
Les rencontres de ce tour sont jouées les 6 et 7 juin 1984.
| Date        | Domicile              | Score    | Extérieur          |
| ----------- | --------------------- | -------- | ------------------ |
| 6 juin 1984 | Zénith Léningrad (D1) | 1 - 0 ap | (D2) Fakel Voronej |
| 7 juin 1984 | Dinamo Minsk (D1)     | 0 - 4    | (D1) Dinamo Moscou |

### Finale
| Titulaires :      |                          |      |
|                   |                          |      |
|                   | Aleksei Proudnikov       |      |
|                   | Igor Boulanov (en)       |      |
|                   | Aleksandr Novikov        |      |
|                   | Vladimir Fomitchev       |      |
|                   | Aleksandr Golovnia (en)  |      |
|                   | Iouri Mentioukov (en)    |      |
|                   | Renat Ataulline (en)     |      |
|                   | Aleksandr Molodtsov (en) | 46e  |
|                   | Aleksandr Borodiouk      |      |
|                   | Vassili Karataïev (en)   | 107e |
|                   | Valeri Gazzaev           | 117e |
|                   |                          |      |
| Remplaçants :     |                          |      |
|                   | Aleksandr Khapsalis (en) | 46e  |
|                   | Ievgueni Milechkine (en) | 107e |
|                   | Valeri Matiounine (en)   | 117e |
|                   |                          |      |
| Entraîneur :      |                          |      |
| Aleksandr Sevidov |                          |      |

| Titulaires :   |                           |          |
|                |                           |          |
|                | Mikhaïl Birioukov (en)    |          |
|                | Anatoli Davydov           |          |
|                | Alekseï Stepanov (en)     |          |
|                | Sergueï Kouznetsov (en)   |          |
|                | Sergueï Vedeneïev (ru)    |          |
|                | Guennadi Timofeïev (ru)   |          |
|                | Vladimir Dolgopolov (en)  | 46e      |
|                | Iouri Jeloudkov (en)      |          |
|                | Boris Tchoukhlov (en)     |          |
|                | Valeri Broshine           |          |
|                | Vladimir Klementiev (en)  | 91e      |
|                |                           |          |
| Remplaçants :  |                           |          |
|                | Aleksandr Zakharikov (en) | 46e 109e |
|                | Sergueï Dmitriev          | 91e      |
|                | Igor Komarov (ru)         | 109e     |
|                |                           |          |
| Entraîneur :   |                           |          |
| Pavel Sadyrine |                           |          |

| Titulaires :      |                          |      |
|                   |                          |      |
|                   | Aleksei Proudnikov       |      |
|                   | Igor Boulanov (en)       |      |
|                   | Aleksandr Novikov        |      |
|                   | Vladimir Fomitchev       |      |
|                   | Aleksandr Golovnia (en)  |      |
|                   | Iouri Mentioukov (en)    |      |
|                   | Renat Ataulline (en)     |      |
|                   | Aleksandr Molodtsov (en) | 46e  |
|                   | Aleksandr Borodiouk      |      |
|                   | Vassili Karataïev (en)   | 107e |
|                   | Valeri Gazzaev           | 117e |
|                   |                          |      |
| Remplaçants :     |                          |      |
|                   | Aleksandr Khapsalis (en) | 46e  |
|                   | Ievgueni Milechkine (en) | 107e |
|                   | Valeri Matiounine (en)   | 117e |
|                   |                          |      |
| Entraîneur :      |                          |      |
| Aleksandr Sevidov |                          |      |

| Titulaires :   |                           |          |
|                |                           |          |
|                | Mikhaïl Birioukov (en)    |          |
|                | Anatoli Davydov           |          |
|                | Alekseï Stepanov (en)     |          |
|                | Sergueï Kouznetsov (en)   |          |
|                | Sergueï Vedeneïev (ru)    |          |
|                | Guennadi Timofeïev (ru)   |          |
|                | Vladimir Dolgopolov (en)  | 46e      |
|                | Iouri Jeloudkov (en)      |          |
|                | Boris Tchoukhlov (en)     |          |
|                | Valeri Broshine           |          |
|                | Vladimir Klementiev (en)  | 91e      |
|                |                           |          |
| Remplaçants :  |                           |          |
|                | Aleksandr Zakharikov (en) | 46e 109e |
|                | Sergueï Dmitriev          | 91e      |
|                | Igor Komarov (ru)         | 109e     |
|                |                           |          |
| Entraîneur :   |                           |          |
| Pavel Sadyrine |                           |          |